# رود اوبانگی

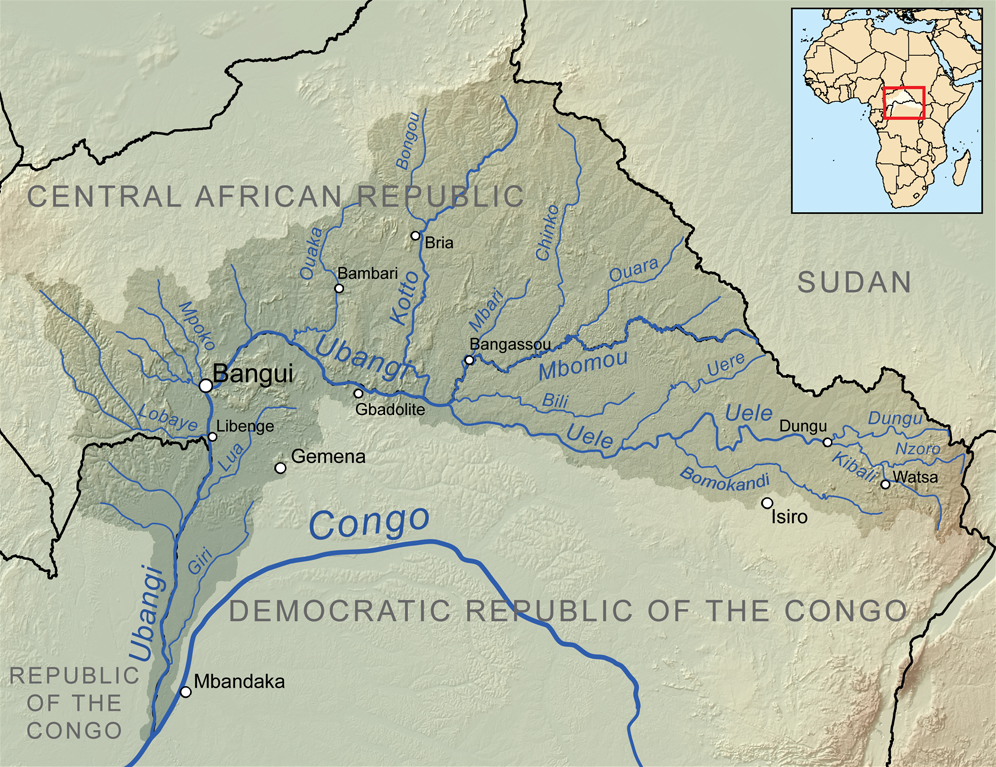
موقعیت رود اوبانگی و حوضهٔ آبریز آن

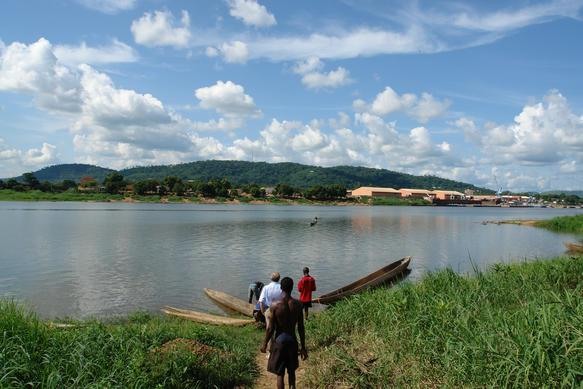
نمایی از رود اوبانگی در نزدیک بانگی

رود اوبانگی رودی به طول تقریباً ۷۰۰ مایل (۱۱۲۶ تا ۱۱۳۰ کیلومتر) در مرکز آفریقاست که از تلاقی دو رود اوئله و بومو (امبومو) در نزدیکی یاکومای جمهوری دموکراتیک کنگو (کینشاسا) در مرز با جمهوری آفریقای مرکزی شکل می‌گیرد.
این رود سپس تا ۵۶۰ کیلومتر به سمت غرب جریان یافته و در شمال شرقی بانگی با چرخش به سمت جنوب غربی، مسیر نسبتاً طولانی‌تری را می‌پیماید تا در نهایت در دهانهٔ آبراه ایربو در دهکده ایربو به رود کنگو بریزد. بدین ترتیب رود اوبانگی بخشی از مرز بین جمهوری دموکراتیک کنگو (کینشاسا) با جمهوری آفریقای مرکزی و جمهوری دموکراتیک کنگو با جمهوری کنگو (برازیویل) را تشکیل می‌دهد.
اوبانگی بزرگترین رود فرعی کرانه‌های شرقی رود کنگوست که آن را تغذیه می‌کند و با در نظر گرفتن رود اوئله، مجموع طول آن به ۲٬۲۵۰ کیلومتر نیز می‌رسد. میزان خروجی آب این رودخانه در بانگی در حدود ۴۲۸۰ متر مکعب در ثانیه تخمین زده می‌شود و به هنگام فصل سیل در فاصلهٔ ماه‌های مه تا دسامبر، این میزان از ۱۴٬۰۰۰ متر مکعب نیز ممکن است فراتر رود. در مقابل، این حجم آب در فصول خشک ممکن است به ۱۰۰۰ مترمکعب در ثانیه کاهش یابد.
منطقهٔ حدفاصل طول ۱۶ درجهٔ شرقی و رود اوبانگی شامل دره‌های تخت و باتلاقی و بخشاب‌های پستی است که از تپه‌های غربی به سمت شرق و جنوب شرقی تا رود کنگو سرازیر شده‌اند. بیشتر این منطقه را جنگل‌های بارانی انبوه استوایی پوشانده‌اند و بخش‌های بزرگی از منطقه واقع در شمال شرقی و جنوب غربی رود سانگها به‌طور دائم از چمنزارهای غرقابی پوشیده شده‌است.
رود اوبانگی تا بانگی قابل کشتیرانی بوده و کرجی‌های ۶۰۰ تنی می‌توانند در آن رفت‌وآمد کنند.